# Chaetosphaeria crustacea
Chaetosphaeria crustacea är en svampart som först beskrevs av Pier Andrea Saccardo, och fick sitt nu gällande namn av Réblová & W. Gams 1999. Chaetosphaeria crustacea ingår i släktet Chaetosphaeria och familjen Chaetosphaeriaceae.  Arten är reproducerande i Sverige. Inga underarter finns listade i Catalogue of Life.